# 昭和日常博物馆

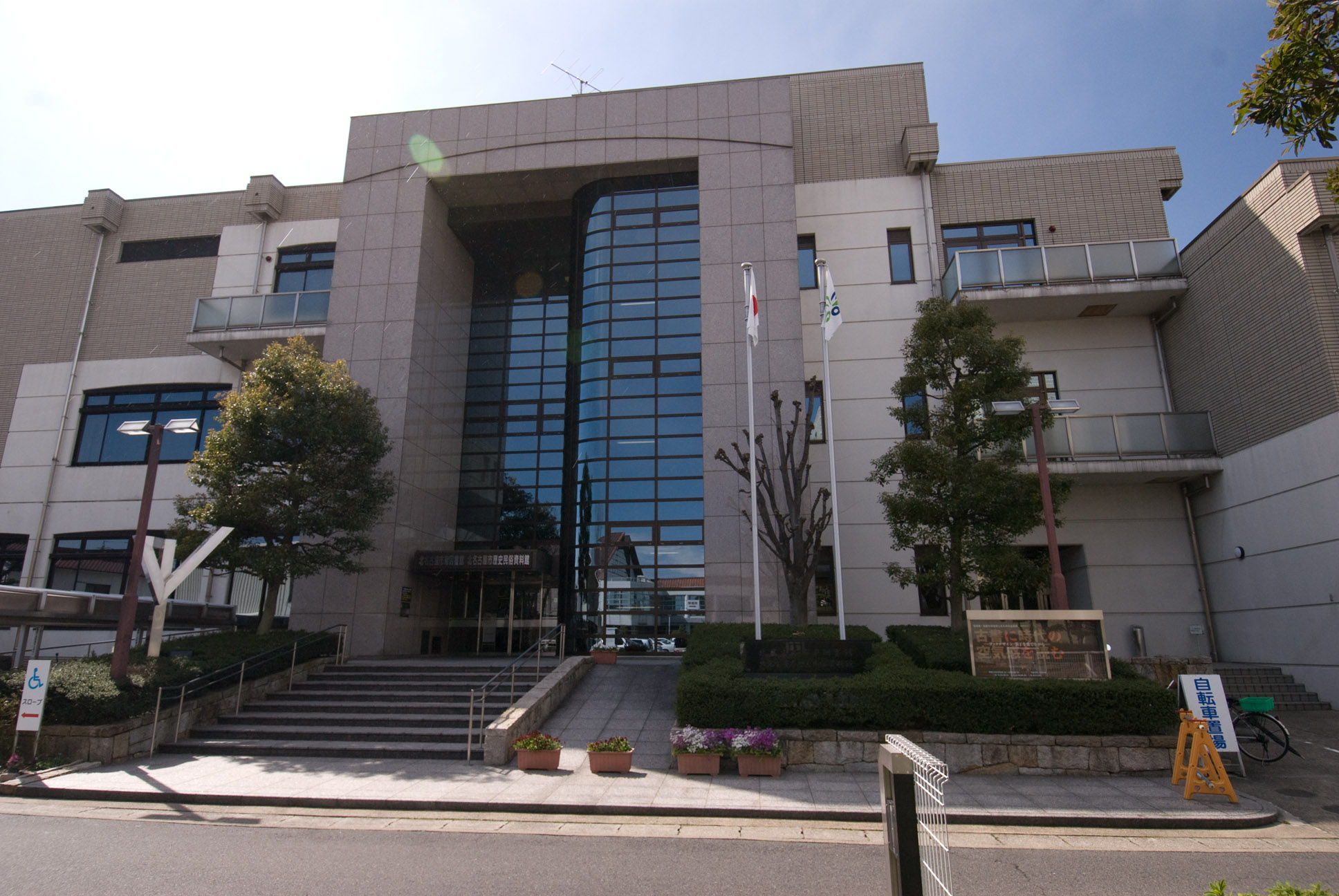
昭和日常博物馆

昭和日常博物馆（英語：The Showa Era Lifestyle Museum）是一座位于爱知县北名古屋市的公立博物馆。正式名称是北名古屋市历史民俗资料馆。

## 历史
1990年建成开馆，主要记录昭和时期民众日常生活用品、玩具、风俗等。博物馆位于三楼，一二楼是北名古屋市图书馆。

## 营业时间
- 周二至周日：上午九点至下午五点
- 周一闭馆

## 交通
- 犬山线西春站